# Hyperbolske funktioner
Hyperbolske funktioner er matematiske funktioner af en variabel. De er analoge til de mere kendte trigonometriske funktioner som er forbundet med en cirkels egenskaber. På samme måde er de hyperbolske funktioner forbundet med en en hyperbels egenskaber. De vigtigste hyperbolske funktioner er sinh (hyperbolsk sinus), cosh (hyberbolsk cosinus) og tanh (hyperbolsk tangens).
De blev først studeret af den schweiziske matematiker Leonhard Euler før år 1750. Men deres geometriske indhold og matematiske betydning blev klarlagt omkring ti år senere af den italienske matematiker Vincenzo Riccati og hans samtidige Johann Heinrich Lambert. Den sidstnævnte har også givet funktionerne de navne som stadig bruges i dag. Han kom frem til dem i forbindelse med sine undersøgelser af det som i dag kaldes hyperbolsk geometri.
De trigonometriske funktioner {\displaystyle \sin } og {\displaystyle \cos } (sinus og cosinus) kan benyttes til at parametrisere punkterne på en cirkel. I et kartesisk koordinatsystem er enhedscirklen med centrum i origo og radius 1 beskrevet ved ligningen {\displaystyle x^{2}+y^{2}=1}. Ved at skrive {\displaystyle x=\cos(\alpha )} og {\displaystyle y=\sin(\alpha )}, hvor vinklen {\displaystyle \alpha } er retningsvinkel for et punkt på cirklen målt fra {\displaystyle x}-aksen, følger den fundamentale sammenhæng {\displaystyle \cos ^{2}(\alpha )+\sin ^{2}(\alpha )=1}.
I samme koordinatsystem er enhedshyperblen beskrevet ved ligningen {\displaystyle x^{2}-y^{2}=1}. De to vigtigste hyperbolske funktioner kan nu defineres ved parametriseringen {\displaystyle x=\cosh(\alpha )} og {\displaystyle y=\sinh(\alpha )}, hvor den variable {\displaystyle \alpha } kaldes den hyperbolske vinkel. Den kan identificeres med arealet som er begrænset af hyperblen vist i figuren. Indsat vil disse to funktioner derfor opfylde den fundamentale ligning {\displaystyle \cosh ^{2}(\alpha )-\sinh ^{2}(\alpha )=1}. I modsætning til de trigonometriske funktioner, kan disse to hyperbolske funktioner derfor antage vilkårligt store værdier.
Hyperbolsk tangens er defineret som
{\displaystyle \tanh(\alpha )\equiv \sinh(\alpha )/\cosh(\alpha )}
Den antager værdier som altid ligger mellem {\displaystyle -1} og {\displaystyle +1}.
På tilsvarende måde definerer man hyperbolsk cotangens:
{\displaystyle \coth(\alpha )\equiv \cosh(\alpha )/\sinh(\alpha )=1/\tanh(\alpha )}
Den kan kan antage alle reelle værdier.

## Definitioner
Funktionernes geometriske indhold, som følger af egenskaber ved hyperblen, kan benyttes til at vise, at de kan udtrykkes eksplicit ved den naturlige eksponentialfunktion {\displaystyle \exp(x)=e^{x}}. Idet funktionens argument som standard betegnes {\displaystyle x}, finder man, at
- Hyperbolsk cosinus:

{\displaystyle \cosh(x)={\frac {e^{x}+e^{-x}}{2}}={\frac {e^{2x}+1}{2e^{x}}}}
- Hyperbolsk sinus:

{\displaystyle \sinh(x)={\frac {e^{x}-e^{-x}}{2}}={\frac {e^{2x}-1}{2e^{x}}}}
- Hyperbolsk tangens:

{\displaystyle \tanh(x)={\frac {\sinh(x)}{\cosh(x)}}={\frac {e^{x}-e^{-x}}{e^{x}+e^{-x}}}={\frac {e^{2x}-1}{e^{2x}+1}}}
Dette kan også bruges som definitioner af disse tre funktioner. Endvidere indfører man også følgende funktioner
- Hyperbolsk cotangens:

{\displaystyle \coth(x)={\frac {\cosh(x)}{\sinh(x)}}={\frac {e^{x}+e^{-x}}{e^{x}-e^{-x}}}={\frac {e^{2x}+1}{e^{2x}-1}}}
- Hyperbolsk secans:

{\displaystyle \operatorname {sech} \,(x)={\frac {1}{\cosh(x)}}={\frac {2}{e^{x}+e^{-x}}}={\frac {2e^{x}}{e^{2x}+1}}}
- Hyperbolsk cosecans:

{\displaystyle \operatorname {csch} \,(x)={\frac {1}{\sinh(x)}}={\frac {2}{e^{x}-e^{-x}}}={\frac {2e^{x}}{e^{2x}-1}}}
Af definition på {\displaystyle \cosh } fremgår, at {\displaystyle \cosh(-x)=\cosh(x)}, hvilket gør, at {\displaystyle \cosh } er en lige funktion. Geometrisk betyder det, at grafen er symmetrisk omkring {\displaystyle y}-aksen; hvis {\displaystyle (x,y)} ligger på grafen for {\displaystyle \cosh }, så gør {\displaystyle (-x,y)} det også.
Af definition på {\displaystyle \sinh } fremgår, at {\displaystyle \sinh(-x)=-\sinh(x)}, hvilket gør, at {\displaystyle \sinh } er en ulige funktion. Geometrisk betyder det, at grafen er punktsymmetrisk omkring origo; hvis {\displaystyle (x,y)} ligger på grafen for {\displaystyle \sinh }, så gør {\displaystyle (-x,-y)} det også.
Det samme gælder for {\displaystyle \tanh }.

## Algebraiske identiteter
Fra definitionene kan man nu let verificere, at den fundamentale identitet
{\displaystyle \cosh ^{2}(x)-\sinh ^{2}(x)=1\,}
er opfyldt. Endvidere følger additionssætningerne
{\displaystyle \sinh {(x+y)}=\sinh(x)\cdot \cosh(y)+\cosh(x)\cdot \sinh(y)}
{\displaystyle \cosh {(x+y)}=\cosh(x)\cdot \cosh(y)+\sinh(x)\cdot \sinh(y)}
De er analoge til relationene for de tilsvarende trigonometriske funktioner med summen af to vinkler som argument. Ved at sætte {\displaystyle x=y} fås ligniger for dobbelt argument:
{\displaystyle \sinh(2\cdot x)=2\cdot \sinh(x)\cdot \cosh(x),}
{\displaystyle \cosh(2\cdot x)=\cosh ^{2}(x)+\sinh ^{2}(x)=2\cdot \cosh ^{2}(x)-1=2\cdot \sinh ^{2}(x)+1}
Ved omskrivning af disse fås, at
{\displaystyle \cosh ^{2}(x)={1 \over 2}{\Big (}\cosh(2\cdot x)+1{\Big )}}
{\displaystyle \sinh ^{2}(x)={1 \over 2}{\Big (}\cosh(2\cdot x)-1{\Big )}}
På samme måde gælder
{\displaystyle \tanh {(x+y)}={\tanh(x)+\tanh(y) \over 1+\tanh(x)\cdot \tanh(y)}}
således at
{\displaystyle \tanh(2\cdot x)={\frac {2\cdot \tanh(x)}{1+\tanh ^{2}\!(x)}}}
Heraf følger de tilsvarende relationer
{\displaystyle \sinh(2\cdot x)={\frac {2\cdot \tanh x}{1-\tanh ^{2}\!(x)}}}
{\displaystyle \cosh(2\cdot x)={\frac {1+\tanh ^{2}(x)}{1-\tanh ^{2}\!x}}}

## Afledte
Da den afledte af eksponentialfunktionen tilfredsstiller
{\displaystyle {\mathrm {d}  \over \mathrm {d} x}e^{x}=e^{x},}
er de afledte funktioner af de hyperbolske funktioner ganske enkelt givet ved
{\displaystyle {\frac {\mathrm {d} }{\mathrm {d} x}}{\sinh }(x)={\cosh }(x),\;\;\;{\frac {\mathrm {d} }{\mathrm {d} x}}{\rm {cosh}}(x)={\sinh }(x).}
Det kan så benyttes til at vise at
{\displaystyle {\frac {\mathrm {d} }{\mathrm {d} x}}{\tanh }(x)=1-{\tanh }^{2}(x)=+{1 \over \cosh ^{2}(x)}}
{\displaystyle {\frac {\mathrm {d} }{\mathrm {d} x}}{\coth }(x)=1-{\coth }^{2}(x)=-{1 \over \sinh ^{2}(x)}}

### Taylor-udviklinger
Fra Taylor-rækken til eksponentialfunktionen følger direkte at
{\displaystyle \sinh(x)=x+{\frac {x^{3}}{3!}}+{\frac {x^{5}}{5!}}+{\frac {x^{7}}{7!}}+\cdots =\sum _{n=0}^{\infty }{\frac {x^{2n+1}}{(2n+1)!}}}
På samme måde er
{\displaystyle \cosh(x)=1+{\frac {x^{2}}{2!}}+{\frac {x^{4}}{4!}}+{\frac {x^{6}}{6!}}+\cdots =\sum _{n=0}^{\infty }{\frac {x^{2n}}{(2n)!}}}
Taylor-rækkerne til tangens- og cotangens-funktionerne kan vises at være
{\displaystyle \tanh(x)=x-{\frac {x^{3}}{3}}+{\frac {2\cdot x^{5}}{15}}-{\frac {17\cdot x^{7}}{315}}+\cdots =\sum _{n=1}^{\infty }{\frac {2^{2n}\cdot (2^{2n}-1)\cdot B_{2n}\cdot x^{2n-1}}{(2n)!}},\left|x\right|<{\frac {\pi }{2}}}
{\displaystyle \coth(x)=x^{-1}+{\frac {x}{3}}-{\frac {x^{3}}{45}}+{\frac {2\cdot x^{5}}{945}}+\cdots =x^{-1}+\sum _{n=1}^{\infty }{\frac {2^{2n}\cdot B_{2n}\cdot x^{2n-1}}{(2n)!}},0<\left|x\right|<\pi }
hvor {\displaystyle B_{n}} er det {\displaystyle n}-te Bernoulli-tal.

## Inverse hyperbolske funktioner
Da argumentet til de hyperbolske funktioner har angiver et areal, kaldes de inverse funktioner ofte for area-funktioner. For eksempel benævnes den inverse funktionen til sinh derfor arsinh ("area sinus hyperbolsk"), og den inverse til cosh er arcosh("area cosinus hyperbolsk"). De skal alle opfylde de basale krav til inverse funktioner, for eksempel
{\displaystyle \operatorname {arsinh} (\sinh x)=x}
Man kan finde et eksplicit funktionsudtryk for {\displaystyle \operatorname {arsinh} } ved først at skifte variabelnavn og dernest benytte substitutionen {\displaystyle x=\sinh(u)} eller {\displaystyle u=\operatorname {arsinh} (x)}:
{\displaystyle \operatorname {arsinh} (\sinh(u))=u\quad \Leftrightarrow \quad x=\sinh(u)}
Ved at bruge definitionen af hyperbolsk sinus, fås
{\displaystyle \exp(u)-\exp(-u)=2\cdot \sinh(u)=2\cdot x}
Ved multiplikation med {\displaystyle \exp(u)} fås
{\displaystyle \exp(u)^{2}-2\cdot x\cdot \exp(u)-1=0}
som er en andengradsligning i størrelsen {\displaystyle \exp(u)}. Formelt er ligningens løsninger
{\displaystyle \exp(u)={\frac {2\cdot x\pm {\sqrt {4\cdot x^{2}+4}}}{2}}=x\pm {\sqrt {x^{2}+1}}}
Men da {\displaystyle \exp(u)} er positiv, er der kun én løsning, nemlig
{\displaystyle \operatorname {arsinh} (x)=u=\ln(x+{\sqrt {x^{2}+1}})}
For de andre funktioner finder man tilsvarende at
{\displaystyle \operatorname {arcosh} (x)=\ln(x+{\sqrt {x^{2}-1}}),\quad x\geqq 1}
{\displaystyle \operatorname {artanh} (x)={\tfrac {1}{2}}\cdot \ln \left({\frac {1+x}{1-x}}\right),\quad \left|x\right|<1}
{\displaystyle \operatorname {arcoth} (x)={\tfrac {1}{2}}\cdot \ln \left({\frac {x+1}{x-1}}\right),\quad \left|x\right|>1}

### Afledte
{\displaystyle {\mathrm {d}  \over \mathrm {d} x}\operatorname {arsinh} (x)={\frac {1}{\sqrt {x^{2}+1}}}}
{\displaystyle {\mathrm {d}  \over \mathrm {d} x}\operatorname {arcosh} (x)={\frac {1}{\sqrt {x^{2}-1}}}}
{\displaystyle {\mathrm {d}  \over \mathrm {d} x}\operatorname {artanh} (x)={\frac {1}{1-x^{2}}}}
{\displaystyle {\mathrm {d}  \over \mathrm {d} x}\operatorname {arcoth} (x)={\frac {1}{1-x^{2}}}}

### Taylor-udviklinger
{\displaystyle {\begin{aligned}\operatorname {arsinh} (x)&=x-\left({\frac {1}{2}}\right)\cdot {\frac {x^{3}}{3}}+\left({\frac {1\cdot 3}{2\cdot 4}}\right)\cdot {\frac {x^{5}}{5}}-\left({\frac {1\cdot 3\cdot 5}{2\cdot 4\cdot 6}}\right)\cdot {\frac {x^{7}}{7}}+\cdots \\&=\sum _{n=0}^{\infty }\left({\frac {(-1)^{n}\cdot (2n)!}{2^{2n}\cdot (n!)^{2}}}\right)\cdot {\frac {x^{2n+1}}{(2n+1)}},\qquad \left|x\right|<1\end{aligned}}}
{\displaystyle {\begin{aligned}\operatorname {arcosh} (x)&=\ln(2\cdot x)-\left(\left({\frac {1}{2}}\right){\frac {x^{-2}}{2}}+\left({\frac {1\cdot 3}{2\cdot 4}}\right)\cdot {\frac {x^{-4}}{4}}+\left({\frac {1\cdot 3\cdot 5}{2\cdot 4\cdot 6}}\right)\cdot {\frac {x^{-6}}{6}}+\cdots \right)\\&=\ln(2\cdot x)-\sum _{n=1}^{\infty }\left({\frac {(2n)!}{2^{2n}\cdot (n!)^{2}}}\right)\cdot {\frac {x^{-2n}}{(2n)}},\qquad x>1\end{aligned}}}
{\displaystyle \operatorname {artanh} (x)=x+{\frac {x^{3}}{3}}+{\frac {x^{5}}{5}}+{\frac {x^{7}}{7}}+\cdots =\sum _{n=0}^{\infty }{\frac {x^{2n+1}}{(2n+1)}},\qquad \left|x\right|<1}
og hvorfra man også har {\displaystyle \operatorname {arcoth} (x)=\operatorname {artanh} (1/x)}.

## Integraler
Fra de afledte funktioner af de hyperbolske funktioner følger direkte integralerne
{\displaystyle \int \sinh(ax)\,{\text{d}}x={1 \over a}\cosh(ax)+C}
{\displaystyle \int \cosh(ax)\,{\text{d}}x={1 \over a}\sinh(ax)+C}
{\displaystyle \int \tanh(ax)\,{\text{d}}x={1 \over a}\ln(\cosh(ax))+C}
{\displaystyle \int \coth(ax)\,{\text{d}}x={1 \over a}\ln(\sinh(ax))+C}
hvor {\displaystyle C} er en integrationskonstant.
Andre integraler kan udtrykkes ved de inverse funktioner. For eksempel i integraler som involverer {\displaystyle {\sqrt {x^{2}+a^{2}}}} kan man sætte {\displaystyle x=a\cdot \sinh(u)} sådan at kvadratroden {\displaystyle {\sqrt {x^{2}+a^{2}}}=\cosh(u)}. Sammen med {\displaystyle {\text{d}}x=a\cdot \cosh(u)\,{\text{d}}u} giver det for eksempel integralet
{\displaystyle \int {\frac {{\text{d}}x}{\sqrt {x^{2}+a^{2}}}}=\operatorname {arsinh} {\frac {x}{a}}+C}
Samme metode med {\displaystyle x=a\cdot \cosh(u)} giver ligeledes
{\displaystyle \int {\frac {{\text{d}}x}{\sqrt {x^{2}-a^{2}}}}=\operatorname {arcosh} {\frac {x}{a}}+C,}
medens substitutionen {\displaystyle x=a\cdot \tanh(u)} gør det muligt at finde integralet
{\displaystyle \int {\frac {{\text{d}}x}{a^{2}-x^{2}}}={1 \over a}\operatorname {artanh} {\frac {x}{a}}+C}
når {\displaystyle |x|<|a|}. Hvis ikke, er svaret givet ved {\displaystyle \operatorname {arcoth} (x/a)}.